# Edmond Pillon
Pour les articles homonymes, voir Pillon (homonymie).
Edmond Jacques Marcel Pillon, né le 9 juin 1891 à Chaville et mort le 8 juin 1921 à Toussus-le-Noble, est un as de l'aviation français de la Première Guerre mondiale, avec huit victoires aériennes à son actif.
Pillon rejoint l'infanterie en 1914, mais il est rapidement versé dans l'aviation. Il devient pilote non-assermenté de Nieuport en 1916, et rejoint les escadrilles 102 et 82. Il remporte sa seule victoire au sein de l'escadrille 102, le 2 août 1916. Entre le 6 mars et le 3 septembre 1917, Pillon remporte quatre victoires supplémentaires au sein de l'escadrille 82, ainsi que quelques-unes non homologuées. Son tableau de chasse s'arrête jusqu'à ce qu'il rejoigne l'escadrille 67, volant désormais sur des SPAD. Il remporte trois nouvelles victoires en 1918, le 20 avril, le 19 mai, et le 2 septembre.
Pendant la guerre, il reçoit la médaille militaire, ainsi que la Croix de guerre.
Pillon meurt dans un accident d'avion, le 8 juin 1921.

## Sources
- (en) Norman Franks, Nieuport aces of World War 1, Oxford England, Osprey, coll. « Osprey aircraft of the aces » (no 33), 2000, 100 p. (ISBN 978-1-85532-961-4)